# Susan Mayer
Susan Delfino (dekliško ime Susan Bremmer, prej Susan Mayer) je izmišljeni lik iz limonadne serije, Razočarane gospodinje, ki jo je ustvaril Marc Cherry. Igra jo Teri Hatcher. 